# Kara (behawioryzm)

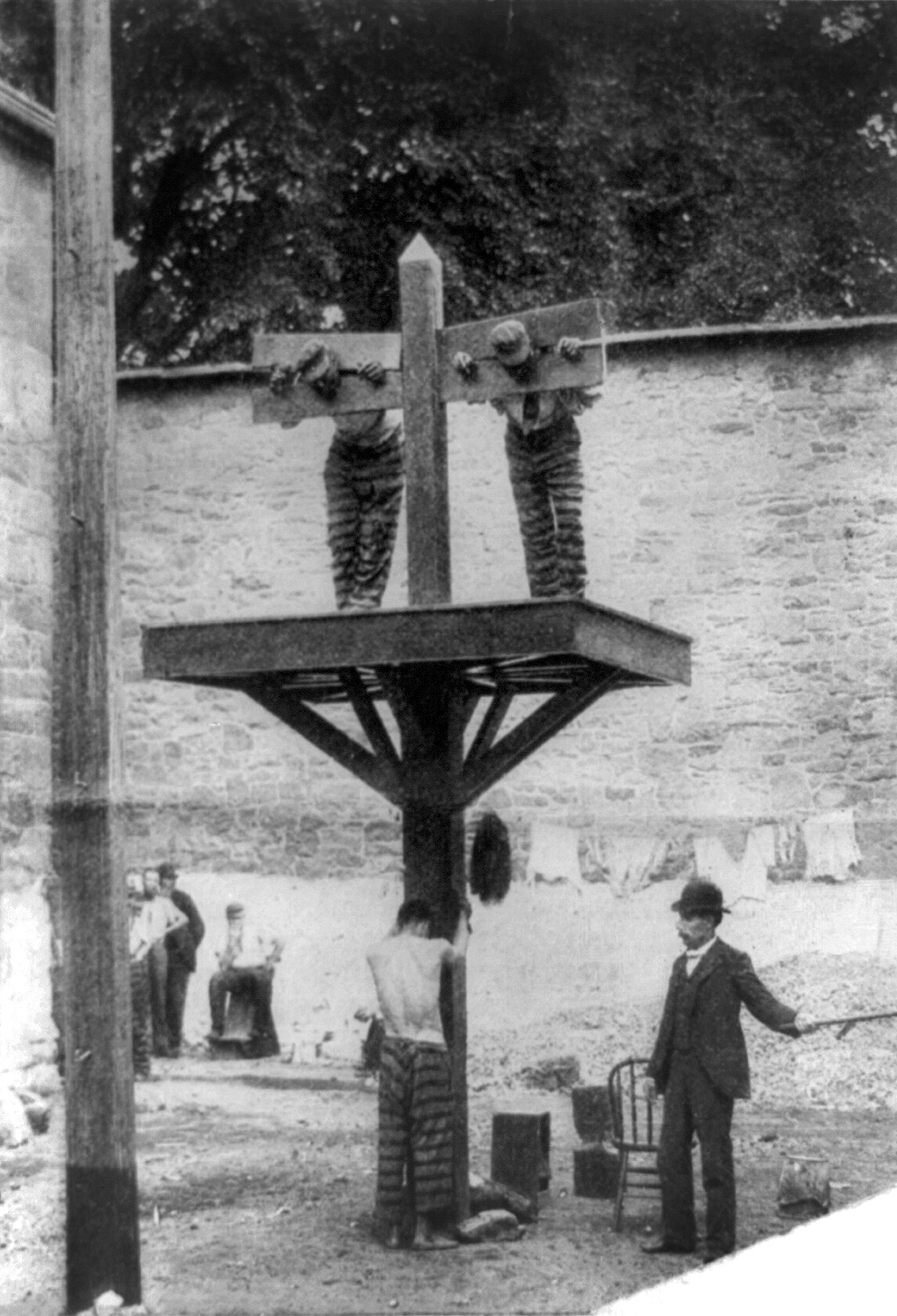
Publiczne wykonywanie kary (chłosta skazańców w USA) miało odstraszać innych od popełnienia tego samego czynu

Kara – bodźce wywołujące ból lub inne nieprzyjemne odczucia mające w efekcie spowodować to, że karana jednostka dostosuje się do wymogów i zależnie od sytuacji przestanie wykonywać lub znacznie ograniczy społecznie niepożądane czynności albo będzie wykonywać czynności pożądane. 
Jeśli uczeń nie napisze zadanego do domu wypracowania z języka polskiego, dostanie od swego nauczyciela  reprymendę (kara), negatywną ocenę (kara), a od rodziców „lanie” (kara) itd. to następnym razem, aby uniknąć nieprzyjemności, będzie się starał zadanie domowe odrobić. Jest to przykład pozytywnego zadziałania kary. Jeśli jednak zadanie domowe będzie z matematyki, sytuacja może się skomplikować. Zdolny uczeń odrobi zadanie, ale uczeń leniwy lub mający zaległości w nauce zadanie odpisze od kolegi. Obawa przed karą sprawiła, że wprawdzie  uczeń zadanie może pokazać, lecz przecież nie o to chodziło.

 
Bogactwo sytuacji życiowych sprawia, że układ kara – pożądana zmiana zachowania nie zawsze przynosi tak ewidentne skutki jak w pierwszym przypadku. Indywidualizm i swoboda wyboru każdej jednostki mogą dawać zupełnie różne rezultaty.  Zbyt słaba kara (odczucie jej jest sprawą indywidualną) nie przyniesie zamierzonego efektu, zbyt silna i zbyt odległa w czasie od karanego zdarzenia może nie być należycie z nim skojarzona a nawet wywołać bunt i efekt przeciwny do zamierzonego. 

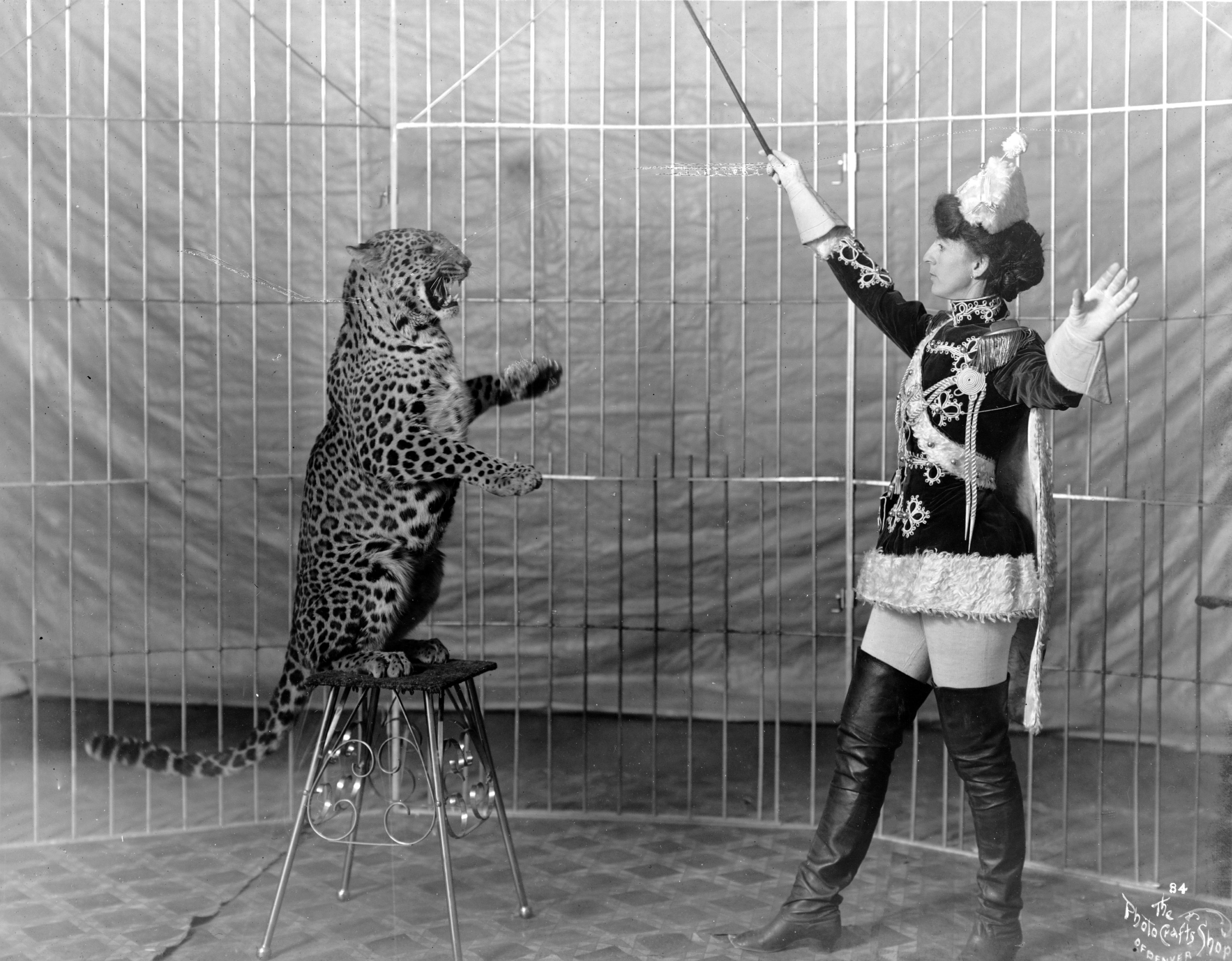
Świst bata ma robić wrażenie na widzach. Za dobre wykonanie pokazu lampart dyskretnie dostaje nagrodę

W karaniu ważne są: na tyle wczesne zauważenie negatywnego zachowania, aby nie przekształciło się w nawyk, umiar, konsekwencja i wczucie się w sytuację karanego (motywy jego działania). Psycholodzy są zgodni, że w pozytywnym kształtowaniu się osobowości jednostki lepsze efekty daje stosowanie nagród niż kar. Mechanizm działania kary jest identyczny ze zjawiskiem wygaszania. W efekcie popełnienia czynu niepożądanego organizm zaspokaja jakąś potrzebę, natomiast kara zwykle jest czymś odrębnym, nie wpływającym na przyczynę zjawiska. Głodzony przez gospodarza pies zjada kurę; zjedzoną kurę gospodarz zauważa po kilku godzinach, zamiast wyciągnąć wnioski i należycie karmić psa, łapie kij i go bije. Pies nadal pozostaje głodny. Takie przypadki tłumaczą większą skuteczność nagrody (powstaje zupełnie nowy odruch warunkowy) i  małą skuteczność karania (trudne z powodu braku odpowiednich warunków przeuczenie/przewarunkowanie już istniejącego odruchu). Istnieją też oczywiste, fizjologiczne bariery skuteczności karania. Karaniem/warunkowaniem nie oduczy się nikogo jedzenia, picia, defekacji, bowiem  ośrodki nerwowe strachu i np. głodu są w dużym stopniu niezależne od siebie, a rezultat będzie wypadkową wielkości pobudzenia tych ośrodków nerwowych.

## Kara w psychologii
W podręcznikach psychologii można spotkać definicję kary opartą na jej konsekwencjach w przyszłości. W Psychologii czytamy, że kara to każda konsekwencja zachowania, która zmniejsza prawdopodobieństwo pojawienia się tego zachowania w podobnych warunkach w przyszłości.
Zgodnie z powyższą  definicją, o karze możemy mówić tylko wtedy, gdy jest skuteczna, to znaczy, gdy  powoduje spadek wystąpień karanego zachowania. W konsekwencji o tym, czy to co zastosowaliśmy było karą, decydują nie tylko nasze intencje ale także kolejna reakcja (postępowanie)  karanego obiektu. Zgodnie z tym, podany wyżej przykład ucznia należy  interpretować różnie, w zależności od tego o czym myślała nauczycielka. Jeśli myślała o tym, żeby uczeń więcej nie przynosił jej zeszytu z nieodrobioną pracą domową i rzeczywiście, uczeń po tej rozmowie będzie odrabiał zadania, będzie to kara. Jeśli jednak nauczycielka w rozmowie będzie podkreślała konieczność odrabiania pracy domowej i uczeń rzeczywiście będzie ją odrabiał, będziemy mieli do czynienia nie z karą,  lecz ze wzmocnieniem pozytywnym. Całą sytuację zmienia konstrukcja zdania wypowiedzianego przez nauczycielkę, mimo że jej intencje, ton i wiele innych czynników mogą być identyczne. Jeśli powie „nie przynoś mi pustych zeszytów” będziemy mieli do czynienia z  karą, mówiąc „przynoś zeszyty z odrobionymi  zadaniami” będziemy mieli pozytywne wzmocnienie. Na interpretację sytuacji wpływ ma także postępowanie ucznia. Jeśli nie  odrobi lekcji, nie będziemy mieli do czynienia ani z karą, ani ze wzmocnieniem pozytywnym (nauczycielka równie dobrze mogłaby nie robić nic). Jeśli uczeń  lekcje odpisze od kolegi, możemy mieć do czynienia ze wzmocnieniem negatywnym (uczeń zareagował i znalazł sposób na uniknięcie kary) lub ze zjawiskiem pomijania. Potrzeba znajomości celu podejmowanej akcji eliminuje pojęcie kary w badaniach instrumentalnych zwierząt (nie ma mowy o przekazaniu im naszych intencji a bez tego nie będzie kary tylko sadyzm). 
Tak szerokie pole interpretacji i względność oceny sytuacji stawia pod znakiem zapytania przydatność takiej definicji.